# Projekt 320
Das Projekt 320 (nach dem Typschiff auch als Ob-Klasse bezeichnet, nach dem gleichnamigen Fluss) ist eine Klasse von vier Lazarettschiffen der sowjetischen und später russischen Marine. Sie dienen dazu, weltweit in Küstennähe eine umfassende Versorgung von kranken und verwundeten sowjetischen bzw. russischen Militärangehörigen zu gewährleisten.

## Einheiten
Insgesamt wurden vier Einheiten für die sowjetische Marine gebaut, die nach dem Zerfall der Sowjetunion allesamt von der russischen Marine übernommen wurden. Der Bau eines fünften Schiffes wurde begonnen, allerdings aufgrund der politischen Umwälzungen in Polen und in der Sowjetunion abgebrochen.
| Name              | Bauwerft                                            | Kiellegung         | Stapellauf      | Indienststellung | Flotte                  | Status                        |             |             |
| Projekt 320       | Projekt 320                                         | Projekt 320        | Projekt 320     | Projekt 320      | Projekt 320             | Projekt 320                   | Projekt 320 | Projekt 320 |
| ----------------- | --------------------------------------------------- | ------------------ | --------------- | ---------------- | ----------------------- | ----------------------------- | ----------- | ----------- |
| Ob (Обь)          | Stocznia Szczecińska im. Adolfa Warskiego, Szczecin | 17. August 1978    | 28. März 1980   | 28. März 1980    | Pazifikflotte (ehemals) | 2007 an die VR China verkauft |             |             |
| Jenissei (Енисей) | Stocznia Szczecińska im. Adolfa Warskiego, Szczecin | 10. September 1979 | 4. April 1980   | 31. Januar 1981  | Schwarzmeerflotte       | im Dienst                     |             |             |
| Projekt 320/II    |                                                     |                    |                 |                  |                         |                               |             |             |
| Swir (Свирь)      | Stocznia Szczecińska im. Adolfa Warskiego, Szczecin | 1987               | 1988            | 5. Juni 1989     | Nordflotte              | im Dienst                     |             |             |
| Irtysch (Иртыш)   | Stocznia Szczecińska im. Adolfa Warskiego, Szczecin | 25. November 1988  | 6. Juli 1989    | 31. Juli 1990    | Pazifikflotte           | im Dienst                     |             |             |
| -                 | Stocznia Szczecińska im. Adolfa Warskiego, Szczecin | Bau abgebrochen    | Bau abgebrochen | Bau abgebrochen  | Bau abgebrochen         | Bau abgebrochen               |             |             |

## Technik
Die Besatzung besteht aus 124 Seeleuten und 83 Personen des medizinischen Personals. Das Bordkrankenhaus verfügt über 300 Betten. Im Notfall, z. B. bei Evakuierungen, sollen kurzzeitig bis zu 650 Personen aufgenommen werden können. Es gibt mehr als zehn therapeutische und diagnostische Abteilungen, drei Operationssäle und eine Apotheke. Das Schiff ist nicht bewaffnet. Am Heck befindet sich ein Landeplatz und ein Hangar für einen Such- und Rettungshubschrauber (SAR) vom Typ Kamow Ka-25PS oder Ka-27PS. Das Antriebssystem besteht aus zwei Zgoda-Sulzer-Dieselmotoren des Typs 12ZV40/48 mit einer Leistung von je 7800 PS, die zwei Schiffsschrauben antreiben. Die Höchstgeschwindigkeit beträgt 19 Knoten, die Reichweite soll 10.000 Seemeilen bei einer Geschwindigkeit von 16 Knoten betragen. Die verbesserte Version Projekt 320/II entspricht äußerlich weitestgehend der Ursprungsvariante. Der Tiefgang und die Schiffslänge sind geringfügig vergrößert worden, zudem erfolgten kleinere Umgestaltungen der Innenausstattung und der Raumaufteilung.